# دبيق بونوا
دبيق بونوا (باللاتينية: Bupleurum benoistii) نوع نباتي ينتمي إلى جنس الدبيق من الفصيلة الخيمية. سمي تكريما لعالم النبات والحيوان الفرنسي ريمون بونوا (بالفرنسية: Raymond Benoist)‏.

## الموئل والانتشار
موطن هذا النوع المغرب العربي.